# Langenstein-Zwieberge
Langenstein-Zwieberge est un des « Kommandos » annexes du camp de concentration de Buchenwald ouvert du 20 avril 1944 au 9 avril 1945 pour la création d'une usine souterraine de la société Junkers par plus de 7 000 déportés de vingt-trois pays, dont 953 Français.

## Histoire
Le premier groupe de déportés venant de Buchenwald arriva le 21 avril 1944. Ils étaient dix-huit, dont un Français et ils formèrent les cadres du futur Kommando. Ils furent d'abord logés dans une auberge de la périphérie de Langenstein, puis, les convois se succédant, en attendant l'achèvement de la construction du camp, dans une grange, qui existe encore, située à la sortie du village.
Il arriva, du 26 septembre 1944 au 18 février 1945, six convois avec des Français.
La construction du camp fut achevée en août 1944 avec l'enceinte électrifiée ; sept blocks plus les annexes (Revier, cuisine, etc.) remplacèrent l'auberge et la grange. Lorsque l'effectif atteignit cinq mille cent détenus, en février 1945, il y avait dix-huit blocks.
L'effectif décrut ensuite (quatre mille quatre cents personnes début avril 1945), le nombre des morts dépassait de loin le nombre des arrivants.
Dans la semaine du 19 au 25 mars 1945, sur mille trois cent huit morts décomptés pour Buchenwald et ses Kommandos, Langenstein-Zwieberge eut le triste privilège d'arriver en tête, avec deux cent trente-quatre morts, devant Ohrdruf (deux cent sept) et Leau (soixante-neuf).
Dès les premiers jours de leur arrivée, les déportés commencèrent à creuser des galeries dans le site encore vierge des collines du Thekenberge. En dix mois, au prix de souffrances épouvantables, près de dix kilomètres de galeries, d'une superficie de soixante mille mètres carrés, furent construites et en partie achevées. Quelques-unes étaient assez vastes pour accueillir des trains d'une vingtaine de wagons. Certaines avaient coûté un mort par mètre d'avancée.
L'espérance de vie, pour ceux qui avaient le malheur d'y travailler, n'était que de six semaines.
Le travail se faisait en deux équipes de douze heures dans des conditions atroces par manque d'air, dans la poussière, sous les coups des kapos et des Vorarbeiter (chefs d’équipe, des détenus).
Beaucoup de camarades rentraient au camp épuisés, asphyxiés, complètement vidés et n'avaient même plus la force de manger leur soupe.
Le but principal de cette entreprise était d'enterrer les productions des usines Junkers qui devaient construire de nouveaux types d'avions à réaction et d'armes miracles Wunderwaffe V2.
Dans cette perspective, la firme Junkers avait aménagé un petit camp de trois baraques à l'intérieur du grand camp en bordure de la place d'appel pour y loger des déportés spécialistes, huit cent soixante-neuf personnes, venues des Kommandos d'Halberstadt, d'Aschersleben, de Langensalza et de Niederorschel.
Dans ce petit camp, où il n'y avait ni lit, ni paillasse, les détenus furent, comme les autres, utilisés au creusement du tunnel.
Les morts ont d'abord été envoyés au crématoire de Quedlinburg par voiture hippomobile puis par camion. Nous avons une liste des neuf cent douze victimes, parmi lesquels cent trente et un Français, dont les cendres reposent dans le cimetière de cette ville.
En mars, cet établissement ne pouvant continuer son travail faute de carburant et les corps s'accumulant dans la baraque qui servait de morgue et y pourrissant, ils ont été enterrés, soit dans quatre grandes fosses situées à l'extérieur du camp et contenant plus de sept cents morts, soit près du Revier, à l'intérieur du camp, dans une fosse où gisent plusieurs centaines d'autres corps.
Les cadavres étaient transportés, par deux, dans des caisses de bois portées par quatre déportés après le travail. La caisse était vidée dans les fosses et la file descendante allait chercher un nouveau chargement jusqu'à épuisement presque complet du charnier. Les derniers corps, en pleine décomposition, intransportables, restaient dans la cabane. Le SS responsable du chargement refermait la baraque à clé car il y avait eu des vols de cuisses de cadavres...
Le 9 avril 1945 au soir, devant l'avance des troupes américaines qui atteignaient l'Elbe, 3 000 survivants du camp, en six colonnes de 500, encadrées de gardiens et de SS, furent jetés sur la route. La plupart marchèrent pendant quinze jours et, après 300 kilomètres, se retrouvèrent près de Wittenberg, sur l'Elbe.
L'une fut anéantie et on ne retrouva pas sa trace, une autre marcha jusqu'au 28 avril et arriva près de Berlin avec seulement 18 survivants. Il n'y eut, en tout, qu'entre 500 et 1 500 survivants suivant les estimations des uns ou des autres. Nous n'avons aucune base, comme pour toutes les marches de la mort, permettant de donner des chiffres exacts.
Quand, le 11 avril 1945, les Américains de la 83e Division d'Infanterie libérèrent le camp abandonné depuis le 9 avril, ils trouvèrent les Reviers remplis de mourants qui décédaient au rythme de 20 par jour.
Voici ce qu'écrivit un journaliste de Stars and Stripes dans le numéro du 20 avril : « L'odeur de la mort était partout la même dans ce calme local. Au Revier étaient les mourants.... Le reste des malades du Revier était atteint de dysenterie. Ils gisaient là, dans leurs excréments, trop faibles pour bouger. Un homme plus fort que les autres se tenait à la porte. Il portait seulement un court maillot. Il n'avait plus de muscles aux cuisses, aux mollets, au bassin. Ses jambes n'étaient plus que des os et ses genoux deux grosses protubérances. Son corps était un squelette couvert de peau grise, tendue. Il est impossible de rester longtemps dans la salle de dysenterie. L'odeur vous suit jusque dans l'air tiède du printemps... »
Le 18 avril, tous ces malades furent emmenés, en ambulances militaires, dans une caserne d'Halberstadt transformée en hôpital. Il y mourut encore 144 déportés dont la plupart des corps reposent dans une fosse commune du cimetière de la ville.
Le bilan est lourd : dans la meilleure des hypothèses, la moitié, et dans la plus mauvaise les trois quarts des déportés de Langenstein ne sont pas rentrés.

## Le mémorial Langenstein-Zwieberge
Le 11 septembre 1949, un mémorial et une plaque commémorative furent inaugurés à l'endroit des fosses communes. Depuis 1976 il existe un musée sur le terrain du Mémorial de Langenstein-Zwieberge.

## Le « pin de la mort »
À l’extérieur du camp, juste derrière la clôture du camp, se situait « l’arbre des pendus » — littéralement le « pin de la mort » — qui servait à la pendaison de détenus évadés et repris. La torture et l’exécution avaient lieu devant tous les détenus qui se trouvaient au camp. Parfois, les internés du camp ont été forcés à pendre eux-mêmes leurs camarades. Les autres détenus se trouvant à l’intérieur du camp devaient assister à l’assassinat.
Le 7 septembre 1944, six évadés ont été pendus après une tentative d’évasion manquée. Le groupe s’était organisé sous la direction du déporté russe Andrej Iwanowitsch, ancien colonel de l’armée rouge. Iwanowitsch demandait à Nevrouz Tzareghian (dit "Grégoire" faisait partie du groupe de résistance "Les Ardents"), détenu français travaillant dans la boulangerie des gardiens du camp, de voler assez de pain afin d’approvisionner les six réfugiés. La tentative d’évasion échoua ; trois hommes ont été repris par les SS deux semaines plus tard et torturés pendant plusieurs jours. Parmi eux se trouvait un détenu âgé de 17 ans qui donna le nom d’Andrej Iwanowitsch sous la torture.
Par la suite, Iwanowitsch a reçu l’ordre de renverser les tonneaux se trouvant sous les pieds des hommes qui avaient la corde autour du cou. Cependant, Iwanowitsch répliqua au SS : « C’est toi, le monstre. Va les pendre toi-même. » Ce refus causa la pendaison d’Iwanowitsch par le gardien SS. Probablement, il était encore vivant quand il a été décroché de l’arbre des pendus avant d’être enseveli dans un trou rempli de béton. (Voir la dalle funéraire à l’endroit du lieu de mémoire « pin de la mort » au mémorial de Langenstein-Zwieberge.) Cependant, la découverte de documents inédits dans des archives françaises et américaines ces dernières années, met en question l’affirmation de « l’enterrement vivant » d’Andrej Iwanowitsch. (Voir Le Goupil et Leroyer, Mémorial des Français déportés au camp de Langenstein-Zwieberge. Kommando de Buchenwald, Luneray, Imp. Bertout, s.d., p. 27-28.)
L’arbre des pendus peut être considéré comme symbole de la souffrance et des horreurs mais aussi comme signe de courage et de résistance.

## Détenus connus
- Hans Günther Adler
- Armand Coutisson, colonel d'aviation (Voir : début de l'aviation dans la Creuse et Urk (Flevoland) et André d'Humières)
- Louis Dalle
- Anton Hilckman
- Ivan Ivanji
- Hélie de Saint Marc
- Maurice Obréjan (Bébé Cadum)

### Littérature générale et témoignages
- Adler, H.G. Panorama. Roman in 10 Bildern. Olten 1968. (Munich: Piper 1988.)
- Adler, H.G. Der Wahrheit verpflichtet. Gerlingen 1998.
- Adler, H. G. Eine Reise. Wien: Picus 1999.
- Berti, Alberto. Die Reise zum Planeten der Nazis. Trieste – Buchenwald – Langenstein. Mailand 1989.
- Bertrand, Louis. Nummer 85250. Konzentrationslager Buchenwald – Aussenkommando Langenstein-Zwieberge. Témoignage. Valdoie: Prête-moi ta plume 2005.
- Berzins-Birze, Miervaldis. Im Todeslager von Salaspilsk. Riga 1964.
- Burelli, Dino: Mamma sto bene... non mi sono fatto niente... Udine: A.P.O. 2006.
- Campredon, Gabriel. Louis Dalle un homme libre. Saint Chély-d’Apcher: Association “Louis Dalle un homme libre“ 6e édition 2010.
- Comité "Fidélité". Jean Lepicier. Jociste angevin. Déporté et mort à Buchenwald (Kdo Langenstein). 1992.
- Coupechoux, Roger. La nuit de Walpurgis. Avoir vingt ans à Langenstein. Paris: L’Harmattan 2004.
- Gaben, Lucien. L’honneur d’être témoin. Albi: Imprimerie coopérative du sud ouest 1990.
- Hager, Konrad. Protokoll des Unbegreiflichen. Aus dem Tagebuch eines Landpfarrers. Halberstadt o.J.
- Ivanij, Ivan. Schattenspringen. Wien: Picus 1993.
- Ivanij, Ivan. Die andere Seite der Ewigkeit. Zwanzig Geschichten vom Tod. Wien: Picus 1994.
- Klieger, Bernard. Le chemin que nous avons fait. Bruxelles: Éditions BEKA 1946.
- Klieger, Bernard. Der Weg, den wir gingen. Bruxelles: Codac Juifs 1960.
- De Lecat, Basqual. Le miracle. Mulhouse: Imprimerie Bader 1963.
- Le Goupil, Paul. La route des crématoires. Labergement: L’Amitié par le livre 1962/1983.
- Le Goupil, Paul. Un Normand dans… Itinéraire d’une guerre 1939-1945. Paris: Éditions Tirésias Michel Reynaud 1991.
- Le Goupil, Paul. Erinnerungen eines Normannen 1939-1945. Paris: Éditions Tirésias Michel Reynaud 1995.
- Leroyer, Roger. Clamavi ad te… j’ai crié vers toi j’ai tellement crié vers toi… o. O.: 1996.
- Leroyer, Roger. Clamavi ad te. Jena: Bussert & Stadeler 2003.
- Molette, Charles. Gérard Cendrier. Scout en franciscain mort à Buchenwald en 1945. "L'un des cinquante". Magny-les-Hameaux: Socéval 2006.
- Obréjan, Maurice. L’étrange destinée d’un homme trois fois français. Paris: La Pensée Universelle 1994.
- Pannier, Roger. Jusqu’au martyre. Éditions des Etannets 1995.
- Maître Pierre Antoine Perrod. L’honneur d’être dupe. Éditions Horvath 1982.
- Petit, Georges. Retour à Langenstein. Une expérience de la déportation. Paris: Belin 2001.
- Petit, Georges. Rückkehr nach Langenstein. Erfahrungen eines Deportierten. Hürth bei Köln: Edition Memoria 2004.
- de Saint Marc, Hélie. Mémoires - Les champs de braises. Paris: Perrin 1995 (2002).
- de Saint Marc, Hélie. Asche und Glut: Erinnerungen. Friedberg: Edition AtlantiS 1998.
- de Saint Marc, Hélie. Les sentinelles du soir. Paris: Les Arènes 1999.
- de Saint Marc, Hélie. Die Wächter des Abends. Friedberg: Edition AtlantiS 2000.
- de Saint Marc, Hélie und August von Kageneck. Notre histoire 1922-1945. Paris: Les Arènes 2002.
- de Saint Marc, Hélie. Toute une vie. Paris: Les Arènes 2004.
- Sarkowicz, Hans (Hg.) „Als der Krieg zu Ende war…“. Erinnerungen an den 8. Mai 1945. Frankfurt a. M. und Leipzig: Insel 1995.
- Sauvot, Jean. Tu raconteras à ton fils. Éditions Vent de Crau 1985.
- de Wijze, Louis. Ontsnapping uit de dodenmarsch. Amsterdam: De Bataafsche Leeuw 1995.
- de Wijze, Louis. Only my life: a survivor’s story. New York: St. Martin’s Press 1997.
- de Wijze, Louis. Rien que ma vie. Récit d'un rescapé. Paris: L'Harmattan 2001.
- Wojnowski, Edmund. Człowiek przetrzymał. Gdańsk: Zrzeszenie Kaszubsk´-Pomorskie 1985.
- Wojnowski, Edmund. Egzamin Dojrzałości. Toruń: Wydawnictwo "Żywe Kamienie" 2000.

### Littérature spécialisée
- Fauser, Ellen (Hrsg.). Die Kraft im Unglück. Erinnerungen an Langenstein-Zwieberge - Außenlager des KZ Buchenwald. Halberstadt s. d.
- Landeszentrale für politische Bildung Sachsen-Anhalt (Hg). Verortet. Erinnern und Gedenken in Sachsen-Anhalt. Magdeburg 2004.
- Le Goupil, Paul und Roger Leroyer. Mémorial des Français déportés au camp de Langenstein-Zwieberge. Kommando de Buchenwald. Luneray : Imp. Bertout s. d.